# Deelvariëteit

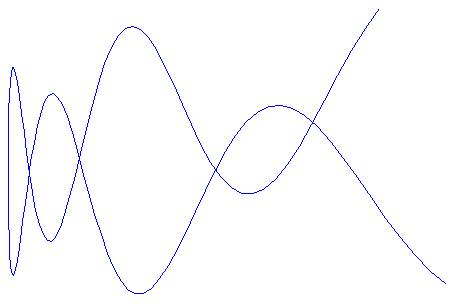
Ondergedompelde deelvariëteit rechte lijn met zelfdoorsnijdingen

In de differentiaalmeetkunde, een deelgebied van de wiskunde, is een deelvariëteit van een variëteit {\displaystyle M} een deelverzameling {\displaystyle S\subset M}, die zelf de structuur van een variëteit heeft en waarvoor de inclusie-afbeelding {\displaystyle S\rightarrow M} aan bepaalde eigenschappen voldoet. Er zijn verschillende typen van deelvariëteiten, er afhankelijk van welke eigenschappen voor een bepaalde toepassing zijn vereist. Verschillende auteurs gebruiken vaak verschillende definities.